# Thụy Trường
Thụy Trường là một xã ven biển thuộc huyện Thái Thụy, tỉnh Thái Bình, Việt Nam.
Xã có diện tích 9,21 km², dân số năm 1999 là 8879 người, mật độ dân số đạt 964 người/km². Đặc biệt không như một số xã lân cận nguồn gốc dân cư Thuỵ Trường không hề liên quan gì đến Thanh Hoá.
Phía Đông giáp Biển Đông; Phía Nam giáp Thụy Xuân. Phía Tây giáp Thụy An; Phía Bắc Giáp Sông Thái Bình, (qua sông là huyện Tiên Lãng, Hải Phòng),
Xã có các thôn: Đông Ninh, Thượng Phúc, Tri Chỉ Nam, Tri Chỉ Phú, Chỉ Bồ Đông, Chỉ Bồ Tây, Tam Tri, Đồng Xuân, Trường Xuân, Lỗ Trường.
Nghề nghiệp chính là nông nghiệp, nuôi trồng thủy sản, Hải sản. Cây trồng đặc trưng là cây lúa, Hành, tỏi, thuốc lào. Thủy sản nuôi chủ yếu là Tôm Sú, cá Vược.
Tín ngưỡng: Người dân chủ yếu theo tín ngưỡng đạo Phật. Xã có 01 đền Chòi (Đã được xếp hạng Di tích lịch sử cấp Quốc gia); Chùa có: Chùa Chỉ Bồ; Chùa Bến(Tam Tri); CHùa Sú; Chùa Tri Chỉ; có nhiều Đình nhưng lớn nhất là ĐÌnh Cả (Tri Chỉ) và ĐÌnh Chỉ Bồ.